# Schneider Electric
Schneider Electric SE è una multinazionale francese attiva nei settori dell'automazione e della gestione dell'energia. È una società quotata in borsa all'Euronext Exchange, ed è una componente dell'indice del mercato azionario Euro Stoxx 50. Nell'esercizio 2021, la società ha registrato un fatturato di 28,9 miliardi di euro.
Schneider Electric è la società madre di Square D, APC e altri. È anche una società di ricerca. Dedica il 5% del fatturato a ricerca e sviluppo.
L'azienda iniziò nel 1836 come Schneider & Cie. Nel maggio 1999 fu infine ribattezzata Schneider Electric.
La missione aziendale è diventare il partner digitale per la sostenibilità e l'efficienza.
La sede centrale di Schneider Electric si trova a Rueil-Malmaison, in Francia.

## Storia
L'origine dell'azienda sono le fabbriche di acciaio di Schneider-Creusot e altre aziende industriali. Dal 1981 al 1997 l'azienda ha disinvestito dall'acciaio e dalla cantieristica navale e si è concentrata principalmente sull'energia elettrica attraverso acquisizioni strategiche.
1836: i fratelli Adolphe e Joseph-Eugene Schneider rilevano una fonderia abbandonata a Le Creusot, in Francia e, due anni dopo, creano Schneider & Cie, concentrandosi principalmente sull'industria siderurgica. Schneider & Cie cresce rapidamente, specializzandosi nella produzione di macchinari pesanti, attrezzature per il trasporto e armamenti pesanti (famoso l'obice Schneider da 520mm) fino a diventare il Gruppo Schneider.
1919: la società si espande in Germania e in Europa orientale grazie all'European Industrial and Financial Union (EIFU)
1949: nel secondo dopoguerra, Charles Schneider avvia una profonda ristrutturazione dell'azienda
1975: Il Gruppo Schneider acquisisce una partecipazione in Merlin Gerin, uno dei principali produttori di apparecchiature di distribuzione elettrica in Francia.
1981–1997: il Gruppo Schneider si concentra nuovamente sull'industria elettrica cedendo le sue attività non strategiche e intraprende una serie di acquisizioni strategiche: Télémécanique nel 1988, Square D nel 1991 e Merlin Gerin nel 1992.
1999: Schneider Group acquisisce Lexel. Nel maggio 1999, il Gruppo Schneider viene rinominato Schneider Electric.
2014: Schneider Electric annuncia una collaborazione con il fornitore di energia elettrica tedesco RWE.
2016: Schneider acquisisce il marchio di vendita al dettaglio britannico Tower Electric.
2017: Schneider Electric assume il controllo di AVEVA Group PLC, un fornitore di software ingegneristico e industriale con sede nel Regno Unito.
2019: Schneider lancia Schneider Electric Exchange.
2020: nel febbraio 2020, Schneider ha presentato un'offerta pubblica di acquisto per 1,4 miliardi di euro per la società tedesca RIB Software, chiudendo l'accordo nel luglio 2020.
2024: l'azienda annuncia una partnership con Nvidia per progettare sistemi di raffreddamento per centri dati.

## Struttura organizzativa e offerta
A partire dal 2019, Schneider Electric gestisce due business unit: gestione dell'energia, automazione industriale
Gestione dell'energia
L'attività di gestione dell'energia fornisce prodotti per la gestione dell'energia in media tensione e automazione della rete, bassa tensione e automazione degli edifici, applicazioni sicure di alimentazione e raffreddamento.
Automazione Industriale
L'attività di automazione industriale fornisce prodotti, software e servizi per supportare la trasformazione digitale dell’industria
Servizi
L'attività Servizi comprende tre divisioni: Global Field Services, Energy and Sustainability Services e Smart grid Services.

## EcoStruxure
Nel 2016 Schneider Electric ha lanciato una nuova generazione di soluzioni, EcoStruxure, un'architettura integrata abilitata per IoT e composta da prodotti connessi, edge control/controllo di campo, applicazioni, servizi e analytics. La piattaforma EcoStruxure utilizza Microsoft Azure.
Nell'aprile 2019 la società ha lanciato Schneider Electric Exchange, una piattaforma di condivisione e collaborazione aperta per lo scambio di dati, informazioni e API.